# Michel Banabila

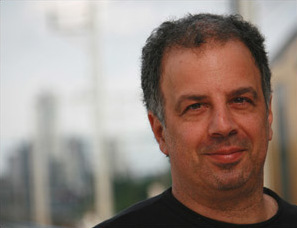
Michel Banabila, 2009

Michel Banabila (Amsterdam, 14 april 1961) is een Nederlandse muzikant, werkzaam vanuit Rotterdam. Hij is muzikaal actief sinds 1983.
Zijn vroege werk (Marilli (1983), Des Traces Retrouvées (1984-85), en het werk met de formatie CHI) werd gekarakteriseerd door etnische invloeden in combinatie met ambient elektronica. In East Meets West werkt Banabila onder andere samen met de zanger Tanar Catalpinar. Met instrumentalist Yasar Saka neemt hij daarna een tweetal (ethno-ambient) cd's op: Nightmirror (1993) en The Dreamfields (1994).
Ook in zijn later werk blijft Banabila invloeden uit de wereldmuziek combineren met experimentele elektronica, sample-collages, atmosferische ambient en jazz. Met VoizNoiz - urban sound scapes brak hij internationaal door via het Engelse Pork Recordings en het Amerikaanse Tonecasualties, een cd waarop gemanipuleerde stem-samples centraal stonden.
'Voiznoiz III - urban jazz scapes' (2003), een samenwerkingsproject met Eric Vloeimans, werd bekroond met een Edison.
In 2001 werkt hij mee aan Holger Czukays online-samenwerking 10 Steps to heaven, uitgebracht op de cd Linear City (2001).
Zijn recenter werk wordt steeds vaker in opdracht geschreven voor theater (onder andere Orkater-producties), televisie, film, en video. De in eigen beheer uitgebrachte dubbel-cd Hilarious Expedition (2005) en de cd Traces: Music for Films and documentaries (2007) zijn daarvan een overzicht.
In oktober 2008 verscheen bij het Amsterdamse Steamin' Soundworks het album Precious Images: Datafiles 1999 – 2008. Een dubbel-cd met voor de helft een overzicht van de elektronica van Voiznoiz en Spherics, en voor de andere helft niet eerder uitgebracht werk dat in opdracht werd geschreven voor (onder andere) Orkaters theaterproducties Eiland en Het Huiskameronweer van Titus Tiel Groenestege en Ria Marks.